# Вадерсло
Вадерсло (нім. Wadersloh) — громада в Німеччині, знаходиться в землі Північний Рейн-Вестфалія. Підпорядковується адміністративному округу Мюнстер. Входить до складу району Варендорф.
Площа — 117,03 км2. Населення становить 12 556 ос. (станом на 31 грудня 2020).